# Slinger van David

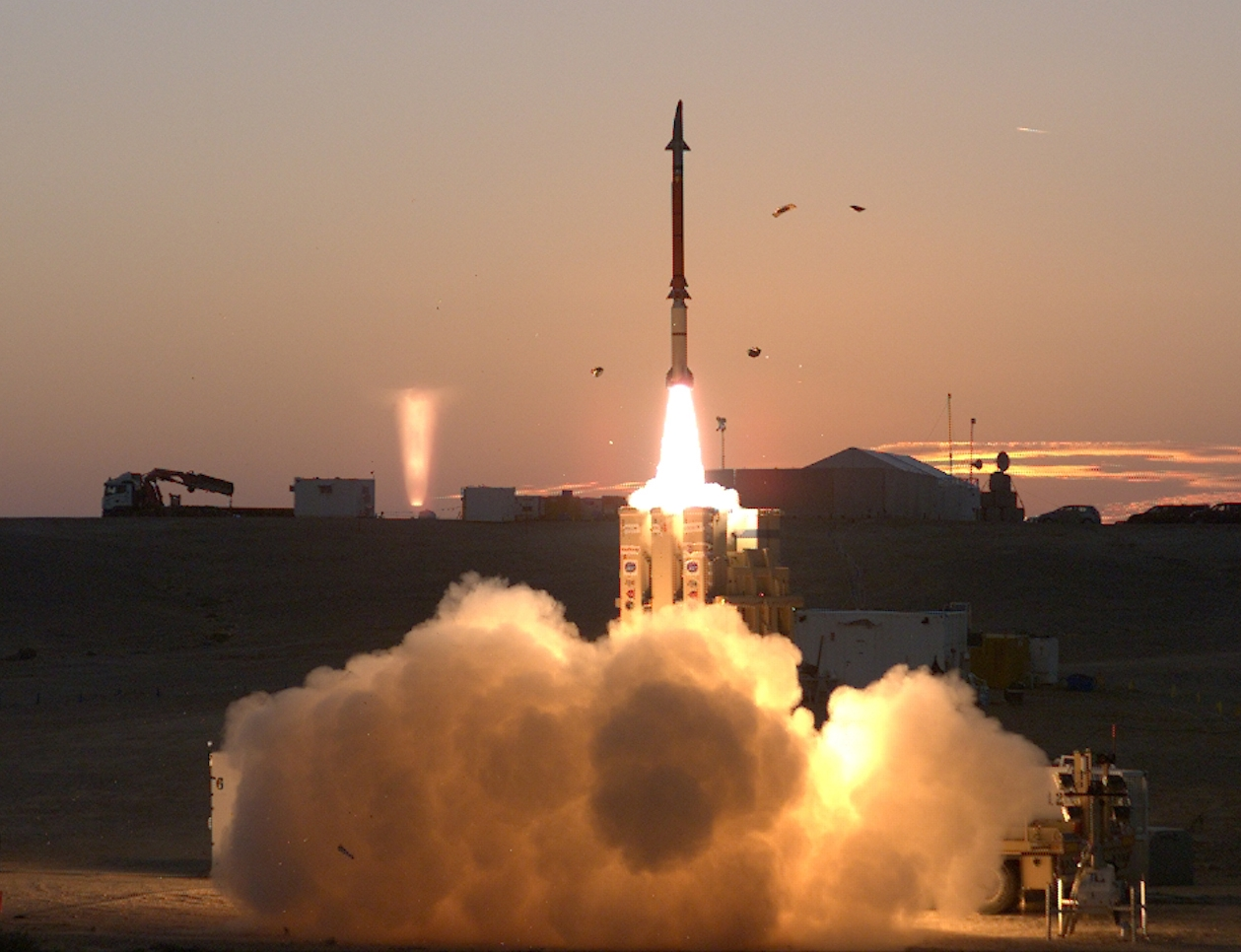
Een Stunnerraket van de Slinger van David wordt gelanceerd tijdens de laatste test in december 2015

De Slinger van David (Hebreeuws: קלע דוד, Kela David), voorheen ook bekend als Magic Wand (Hebreeuws: שרביט קסמים, Sharvit Ksamim, Nederlands: Toverstaf) is een militair systeem van het Israëlisch Defensieleger. Het systeem is in gezamenlijkheid ontwikkeld door het Israëlische defensiebedrijf Rafael Advanced Defense Systems en het Amerikaanse bedrijf Raytheon, met als doel het onderscheppen van vijandige vliegtuigen, drones, tactische ballistische raketten, alsook korte- tot middellangeafstandsraketten en -kruisvluchtwapens  die afgevuurd worden vanaf een afstand van 40 tot 300 kilometer. De Slinger van David dient de MIM-23 HAWK en de MIM-104 Patriot te vervangen in het Israëlisch wapenarsenaal. In april 2017 werd de Slinger van David in bedrijf gesteld.
De Stunnerraket is ontworpen voor het onderscheppen van de nieuwste generatie tactische ballistische raketten op lage hoogte, zoals de Russische 9K720 Iskander en de Chinese DF-15, gebruikmakend van ingebouwde CCD-/infraroodapparatuur die onderscheid maakt tussen een hinderlaag en de daadwerkelijke kernkop van de vijandige raket. 
De naam van het systeem is afgeleid van het Bijbelverhaal van David en Goliat. De Slinger van David vormt een van de lagen van het in ontwikkeling zijnde meervoudige Israëlische luchtverdedigingsysteem, dat tevens Arrow 1/Hetz 1, Arrow 2/Hetz 2, Arrow 3/Hetz 3, IJzeren Koepel, Barak 8 en Iron Beam/Keren Barzel zal omvatten.